# Antoni Catany i Jaume
Toni Catany (Llucmajor, 15 d'agost de 1942 - Barcelona, 14 d'octubre de 2013) fou un fotògraf mallorquí de formació autodidàctica.

## Trajectòria professional
Toni Catany va residir a Barcelona des de 1960, ciutat en què va cursar estudis de Ciències químiques. Fotògraf autodidacte, es va iniciar en la professió com a free-lance (per compte propi) el 1966, realitzant reportatges de viatges. L'any 1968, va publicar els seus primers reportatges sobre Israel-Palestina i Egipte en la revista Destino i sobre les Illes Balears en La Vanguardia. Tanmateix, aviat es decantaria per terrenys diferents dels de la fotografia de premsa. El 1972, la galeria Aixelà de Barcelona va acollir la seva primera exposició. El 1980, va iniciar una sèrie de natures mortes que li va procurar el reconeixement a escala mundial.
La natura morta d'estudi, els paisatges i l'arquitectura mediterrània, amb un especial interès pel mestissatge, els retrats i els nus masculins tractats amb singular poesia són alguns dels grans temes que Catany va abordar en la seva obra. Una obra que, tècnicament, es va iniciar amb la imitació de tècniques antigues (com el daguerreotip i el calotip), i més recentment en els polaroides transportats. Sempre amb la combinació de procediments del passat, tradició i experimentació, amb gran influència de la pintura, i amb alternança del blanc i negre i el color, tot i que també va incorporar com a mitjà d'expressió la fotografia digital en els seus darrers anys.
És autor d'una monografia sobre el fotògraf mallorquí Tomàs Monserrat (1873-1944).
Va exposar a Espanya, França, Països Baixos, Regne Unit, Itàlia, Estats Units, Tunísia, Alemanya i Japó, entre altres països. La seva obra es troba a la Biblioteca Nacional de París, al Museu d'Art Modern de París, al Museu Niepce (Chalons-sur-Saone, França), a la Universitat de Parma (Itàlia), a la International Polaroid Collection (EUA), i al Museu de Mallorca.
També va ser un gran viatger, molt interessat en Mèxic i Veneçuela així com l'Iran, Índia i Bangladesh, on va compartir moltes estades amb l'escriptora i viatgera Ana María Briongos.

## Fundació Toni Catany
La Fundació Toni Catany és una fundació cultural privada, creada el 10 de juliol de 2014 a Llucmajor, Mallorca, que té les finalitats següents:
1. Catalogar, conservar, estudiar, defensar, prestigiar i difondre el llegat artístic i fotogràfic de Toni Catany.
2. Col·laborar amb les institucions públiques en la creació i la gestió d'un centre internacional de fotografia, amb seu a Llucmajor, amb vocació d'esdevenir un organisme actiu amb projecció local i global per al foment de la cultura fotogràfica i per al coneixement i la difusió de l'obra de Toni Catany.
3. Acostar al públic en general l'obra de Toni Catany, per a la qual cosa la Fundació gestiona els drets d'autor que generi l'obra de Toni Catany, i posa a la venda còpies de part d'aquesta obra que sigui susceptible de comercialització.
4. Col·laborar amb institucions públiques i entitats privades per al foment de la cultura fotogràfica i per potenciar les Illes Balears com a lloc de trobada de qualsevol expressió artística o cultural.[8]

## Centre Internacional de Fotografia Toni Catany
El Centre Internacional de Fotografia Toni Catany es va inaugurar el 19 de març de 2023 amb les exposicions "Transferències" de Toni Catany i "Michael Kenna, Toni Catany: Confluències". Obra de l'arquitecte Josep Lluís Mateo, està situat a l'espai que ocupaven les cases de Toni Catany i Tomàs Monserrat, i a banda de comptar amb sales d'exposicions conservarà l'arxiu, la biblioteca i les col·leccions de Toni Catany.

## Llibres publicats
- 1987: Natures mortes. Premi al millor llibre fotogràfic en l'edició de 1990 de la Primavera Fotogràfica de Barcelona.
- 1991: La meva Mediterrània. Premi del llibre als Rancontres Internationales de la Photographie d'Arles guardonat per la Generalitat de Catalunya com a millor llibre il·lustrat de l'any.
- 1993: Somniar déus (amb text de Blai Bonet)
- 1994: Obscura memòria
- 1997: Fotografies. Premi dels Editors Europeus i premi del llibre català concedit per la Generalitat de Catalunya.
- 1997: Cossiols
- 1998: Calotips
- 2000: Toni Catany, l'artista en el seu paradís
- 2002: Toni Catany
- 2003: Record de Llucmajor
- 2004: Liébana infinita
- 2006: Venessia

## Guardons
- 1991: Cavaller de l'orde de les Arts i les Lletres pel Ministeri de Cultura de França[2]
- 2000: Premi Miquel dels Sants Oliver atorgat per l'Obra Cultural Balear
- 2001: Premi Nacional d'Arts Plàstiques de la Generalitat de Catalunya[2]
- 2001: Premi Nacional de Fotografia, atorgat pel Ministeri de Cultura[2]
- 2003: Premis Ramon Llull del Govern de les Illes Balears[2]
- 2015: Fill il·lustre de la ciutat de Llucmajor.[10]